# Воля Грудецька-Колонія
Воля Грудецька-Колонія (пол. Wola Gródecka-Kolonia) — колонія у Польщі, в Люблінському воєводстві Томашовського повіту, ґміни Ярчів.